# Rete tranviaria di Kiev
La rete tranviaria di Kiev è la rete tranviaria a servizio della città ucraina di Kiev. È composta da 22 linee elettrificate ed è gestita dall'azienda pubblica Kyïvpastrans.
Il sistema è stato il primo tram elettrico nell'ex impero russo e il quarto in Europa dopo Berlino, Budapest e Praga.

## Caratteristiche
Il sistema del tram di Kiev è attualmente costituito da 230,2 km di binari, di cui 14 km (8,7 mi) due linee di tram rapido, servite da 21 percorsi con l'uso di 523 tram. Tuttavia, il sistema viene trascurato, la lunghezza dei binari serviti sta diminuendo rapidamente e i viene sostituita da autobus e filobus.
Il sistema di tram di Kiev è gestito dalla compagnia municipale Kyïvpastrans che gestisce anche autobus, filobus e trasporto ferroviario urbano a Kiev.
Una linea in particolare è la Kyiv Express Tram con caratteristiche da metrotranvia.

## Materiale rotabile
I rotabili utilizzati fino al 1987, di origine sovietica, sono: MTV-82, KTV-55, KTV-57, KTP-55 e KTV-55-2. Successivamente sono entrati in servizio i Tatra T6B5, Tatra T3 "Progress", Tatra K1, Tatra K1M8 ed Electron T5B64.

La linea Kyiv Express Tram viene operata con Tatra K3R-N, Tatra T3UA e Pesa Fokstrot

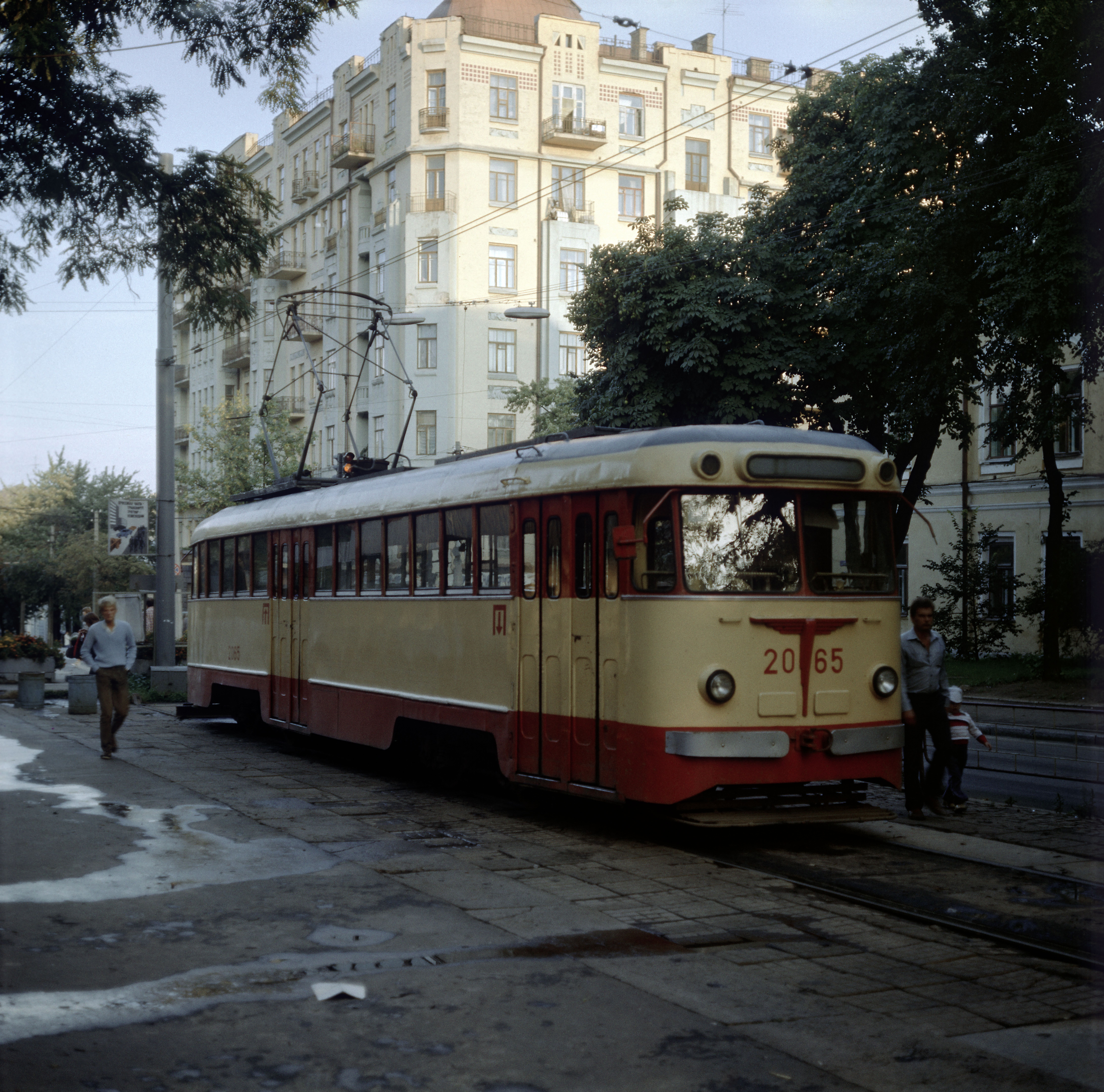
KTV-57
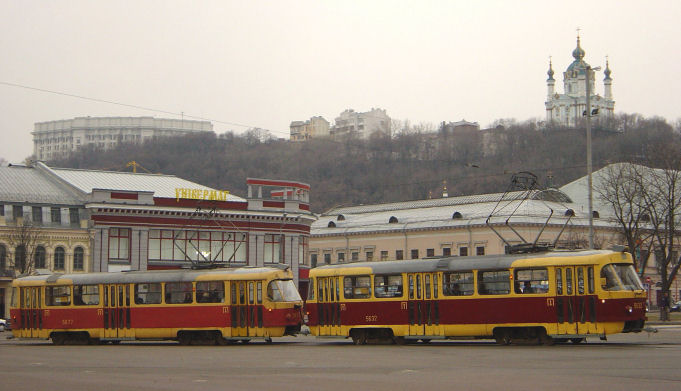
Tatra T3SU in Piazza Kontraktova
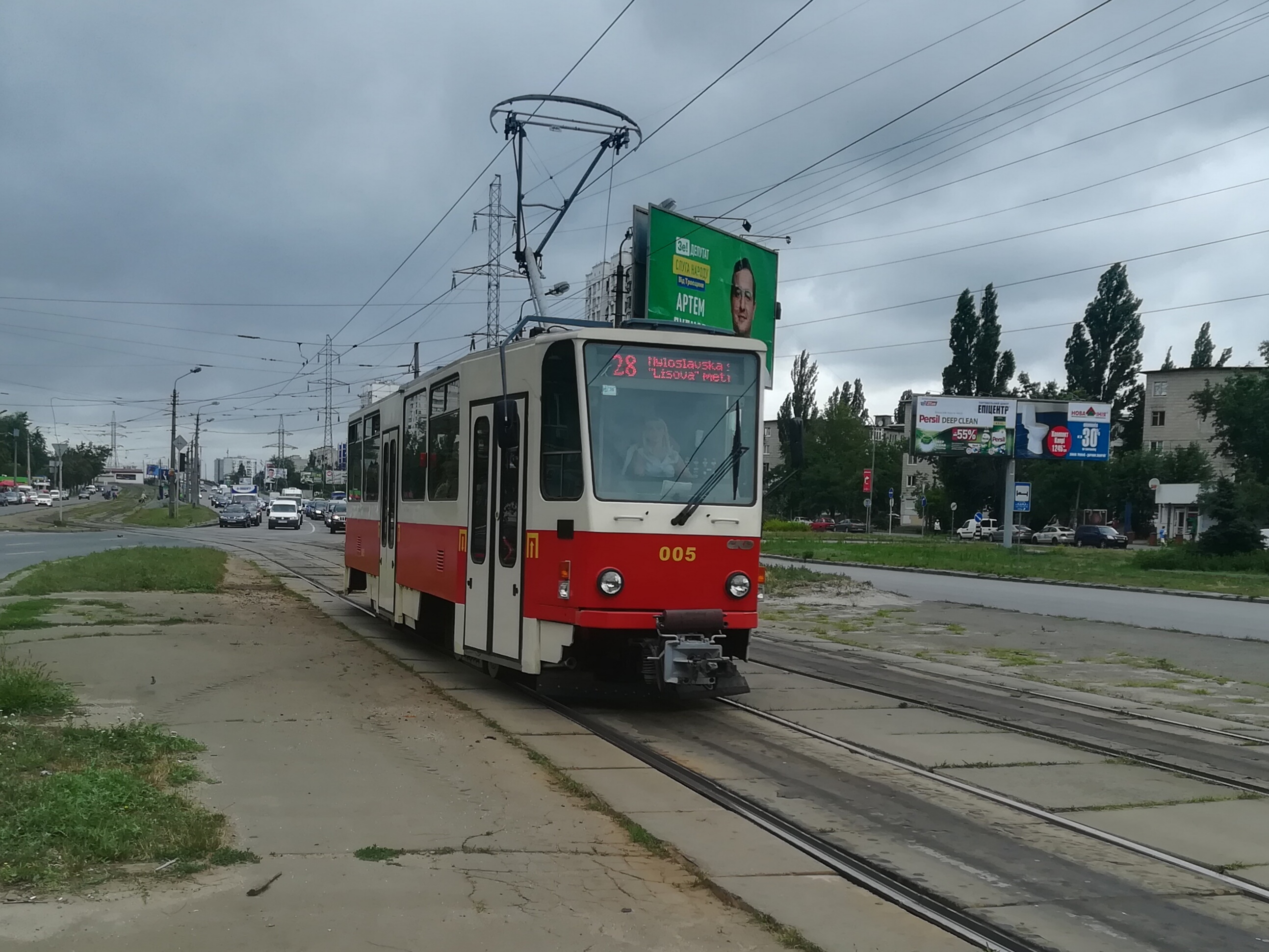
Tatra T6A5
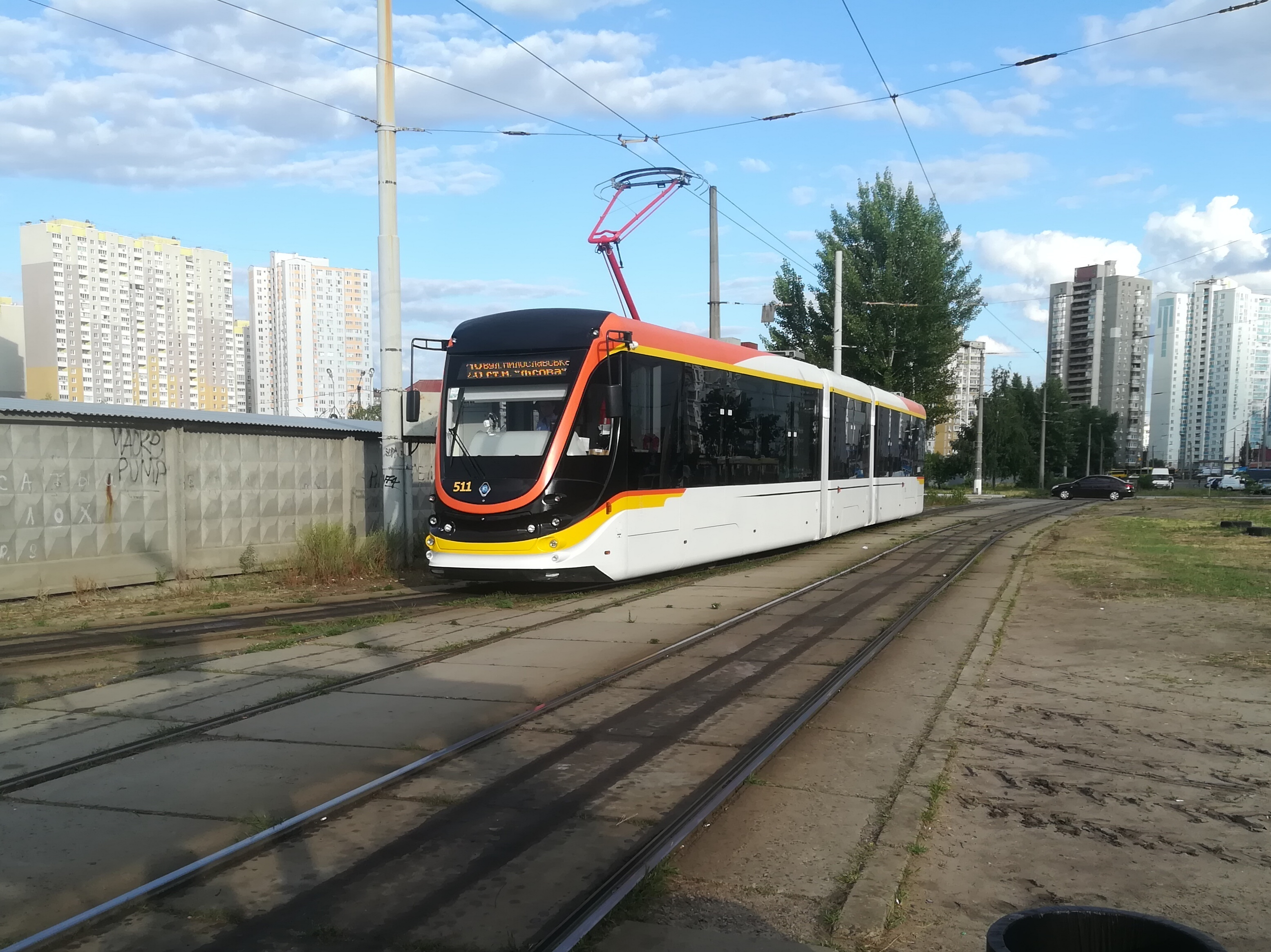
K1M1
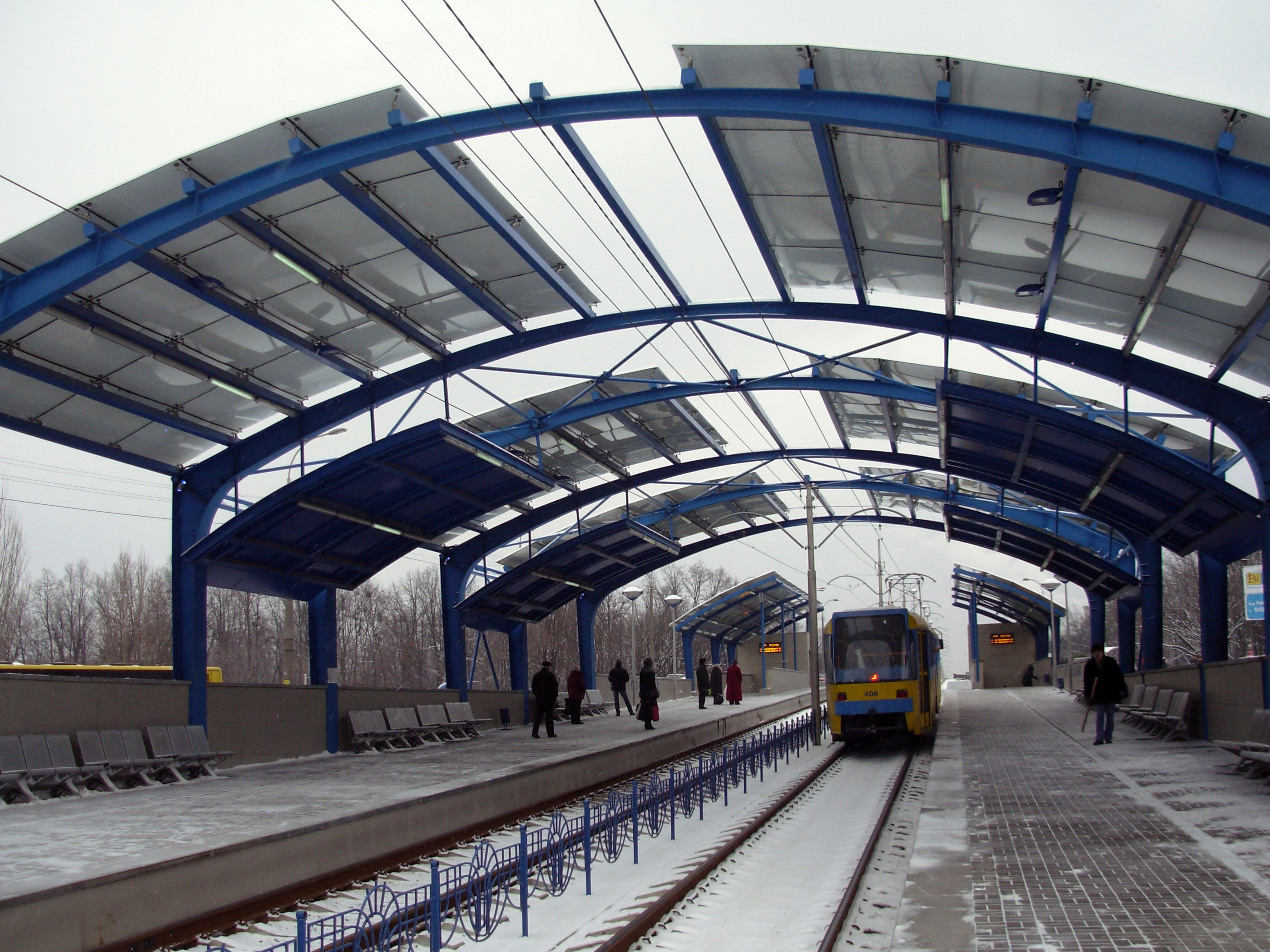
Un Tatra KT3 nella stazione Simyi Sosninykh
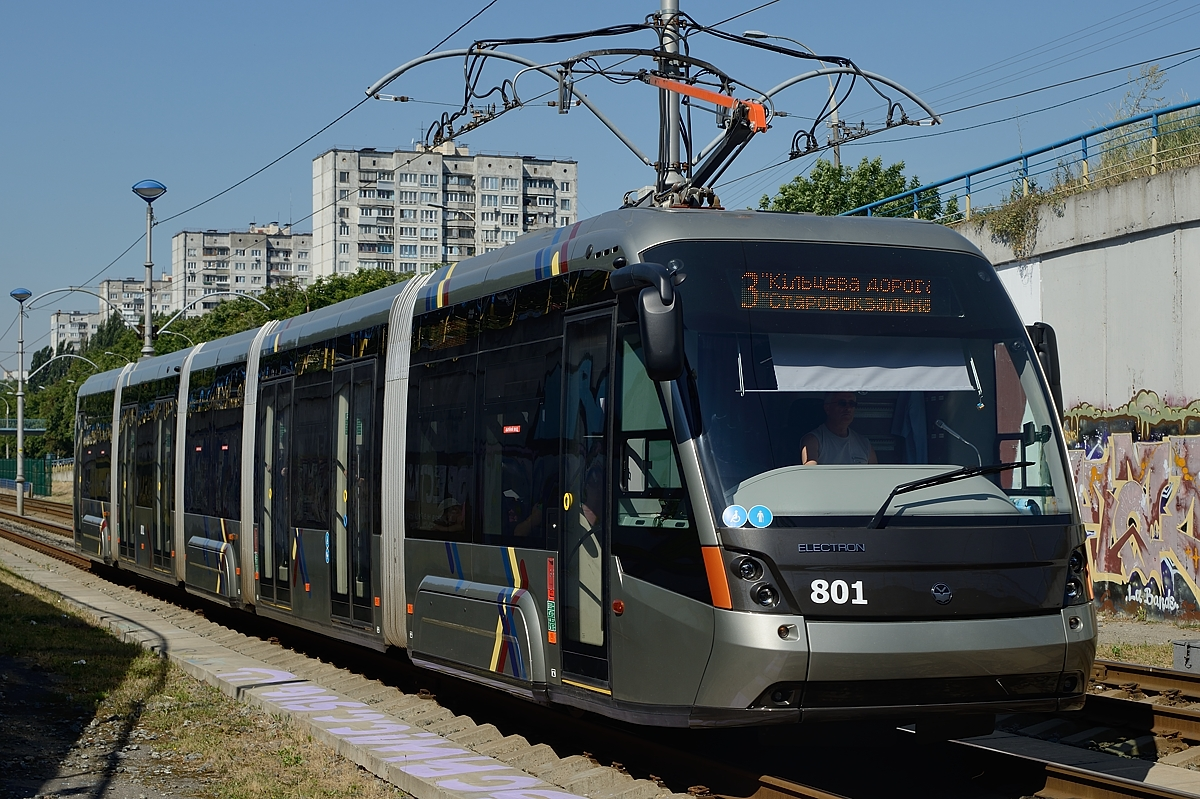
Elektron T5B64